# Störmer Murphy and Partners
1. WEITERLEITUNG Benutzer:SMP Architektur/Störmer Murphy and Partners